# サヨリ科
サヨリ科（サヨリか、学名：Hemiramphidae）は、ダツ目の下位分類群の1つ。世界中の温暖な海域に広く分布し、数も豊富な表層魚である。下顎が上顎よりもかなり長く、これが英名「Halfbeak (半分の嘴)」の由来である。よく似たコモチサヨリ科が含まれることもある。商業的に重要ではないが、世界中の小規模漁業や地元の市場を支えている。カジキ、サバ、サメなど、商業的に重要な肉食魚の餌にもなっている。

## 分類
1758年、カール・フォン・リンネが Esox brasiliensis を記載した。1775年、ペテル・フォルスコールが Esox far、Esox marginatus の2種を記載した。1816年にジョルジュ・キュヴィエがホシザヨリ属 Hemiramphus を創設し、それ以降3種はホシザヨリ属に分類されるようになった。1859年、セオドア・ギルがサヨリ科 Hemiramphidae を創設し、その学名はタイプ属であるホシザヨリ属 Hemiramphus に由来する。この属名は、ギリシア語の「hemi (半分)」＋「rhamphos (嘴)」に由来する。
8属に約60種が分類されている。
- Arrhamphus 属 Günther, 1866 - オーストラリアに2種
  - Arrhamphus krefftii (Steindachner, 1867) (Snubnose garfish)
  - Arrhamphus sclerolepis Günther, 1866 (Northern snubnose garfish)
- Chriodorus 属 Goode & Bean, 1882 - 大西洋の1種
  - Chriodorus atherinoides Goode & Bean, 1882 (hardhead halfbeak)
- トウザヨリ属 Euleptorhamphus Gill, 1859 - 2種
  - Euleptorhamphus velox Poey, 1868 (Flying halfbeak)
  - Euleptorhamphus viridis (van Hasselt, 1823) トウザヨリ (Ribbon halfbeak)
- ホシザヨリ属 Hemiramphus Cuvier, 1816 - 11種
  - Hemiramphus archipelagicus Collette & Parin, 1978 (Jumping halfbeak)
  - Hemiramphus balao Lesueur, 1821 (Balao halfbeak)
  - Hemiramphus bermudensis Collette, 1962 (Bermuda halfbeak)
  - Hemiramphus brasiliensis (Linnaeus, 1758) (Ballyhoo halfbeak)
  - Hemiramphus convexus M. C. W. Weber & de Beaufort, 1922 クロビレサヨリトビウオ
  - Hemiramphus depauperatus Lay & E. T. Bennett, 1839 (Tropical halfbeak)
  - Hemiramphus far (Forsskål, 1775) ホシザヨリ (Blackbarred halfbeak)
  - Hemiramphus lutkei Valenciennes, 1847 ナンヨウサヨリ (Lutke's halfbeak)
  - Hemiramphus marginatus (Forsskål, 1775) (Yellowtip halfbeak)
  - Hemiramphus robustus Günther, 1866 (Three-by-two garfish)
  - Hemiramphus saltator C. H. Gilbert & Starks, 1904 (Longfin halfbeak)
- サヨリ属 Hyporhamphus Gill, 1859 - 38種
  - Hyporhamphus acutus (Günther, 1872) (Pacific halfbeak)
  - Hyporhamphus affinis (Günther, 1866) (Tropical halfbeak)
  - Hyporhamphus australis (Steindachner, 1866) (Eastern sea garfish)
  - Hyporhamphus balinensis (Bleeker, 1858) (Balinese garfish)
  - Hyporhamphus brederi (Fernández-Yépez, 1948)
  - Hyporhamphus capensis (Thominot, 1886) (Cape halfbeak)
  - Hyporhamphus collettei Banford, 2010
  - Hyporhamphus dussumieri (Valenciennes, 1847) マルサヨリ (Dussumier's halfbeak)
  - Hyporhamphus erythrorinchus (Lesueur, 1821)
  - Hyporhamphus gamberur (Rüppell, 1837) (Red Sea halfbeak)
  - Hyporhamphus gernaerti (Valenciennes, 1847)
  - Hyporhamphus gilli Meek & Hildebrand, 1923 (Choelo halfbeak)
  - Hyporhamphus ihi Phillipps, 1932 (New Zealand piper)
  - Hyporhamphus improvisus (J. L. B. Smith, 1933) (Shortfin halfbeak)
  - Hyporhamphus intermedius (Cantor, 1842) クルメサヨリ (Asian pencil halfbeak)
  - Hyporhamphus limbatus (Valenciennes, 1847) (Congaturi halfbeak)
  - Hyporhamphus meeki Banford & Collette, 1993 (American halfbeak)
  - Hyporhamphus melanochir (Valenciennes, 1847) ミナミオーストラリアサヨリ (Southern sea garfish)
  - Hyporhamphus melanopterus Collette & Parin, 1978
  - Hyporhamphus mexicanus Álvarez, 1959 (Mexican halfbeak)
  - Hyporhamphus naos Banford & Collette, 2001 (Pacific silverstripe halfbeak)
  - Hyporhamphus neglectissimus Parin, Collette & Shcherbachev, 1980 (Black-tipped garfish)
  - Hyporhamphus neglectus (Bleeker, 1866)
  - Hyporhamphus pacificus (Steindachner, 1900) (Acute halfbeak)
  - Hyporhamphus paucirastris Collette & Parin, 1978
  - Hyporhamphus picarti (Valenciennes, 1847) (African halfbeak)
  - Hyporhamphus quoyi (Valenciennes, 1847) センニンサヨリ (Quoy's garfish)
  - Hyporhamphus regularis (Günther, 1866) (River garfish)
  - Hyporhamphus roberti (Valenciennes, 1847) (Slender halfbeak)
  - Hyporhamphus rosae (D. S. Jordan & C. H. Gilbert, 1880) (California halfbeak)
  - Hyporhamphus sajori (Temminck & Schlegel, 1846) サヨリ (Japanese halfbeak)
  - Hyporhamphus sindensis (Regan, 1905) (Sind halfbeak)
  - Hyporhamphus snyderi Meek & Hildebrand, 1923 (Skipper halfbeak)
  - Hyporhamphus taiwanensis Collette & J. X. Su, 1986
  - Hyporhamphus unicuspis Collette & Parin, 1978 (Simpletooth halfbeak)
  - Hyporhamphus unifasciatus (Ranzani, 1841) (Common halfbeak)
  - Hyporhamphus xanthopterus (Valenciennes, 1847) (Red-tipped halfbeak)
  - Hyporhamphus yuri Collette & Parin, 1978 ユリサヨリ
- Melapedalion 属 Fowler, 1934 - 東南アジアの1種
  - Melapedalion breve (Seale, 1910) (Philippine snubnose halfbeak)
- サヨリトビウオ属 Oxyporhamphus Gill, 1864 - 2種
  - Oxyporhamphus micropterus (Valenciennes, 1847) サヨリトビウオ (Bigwing halfbeak)
  - Oxyporhamphus similis Bruun, 1935 (False halfbeak)
- Rhynchorhamphus Fowler, 1928 - 西太平洋とインド洋の4種
  - Rhynchorhamphus arabicus Parin & Shcherbachev, 1972 (Arabian flyingfish)
  - Rhynchorhamphus georgii (Valenciennes, 1847) (Long-billed halfbeak)
  - Rhynchorhamphus malabaricus Collette, 1976 (Malabar halfbeak)
  - Rhynchorhamphus naga Collette, 1976

## 進化
サヨリ科の化石記録は古第三紀まで遡る。最古の化石記録はイタリアのモンテ・ボルカの始新世の地層から発見された “Hemiramphus” edwardsi である。現生種と化石種は、3対目の上咽頭骨が1つの板状に癒合している点で区別される。

## 系統
サヨリ科の系統発生は流動的であるが、トビウオ科、ダツ科、サンマ科という流線型の表層魚の3科と最も近縁であることに疑問の余地はなく、伝統的にこれら4科はダツ目を構成すると考えられてきた。サヨリ科とトビウオ科はトビウオ上科を構成し、ダツ科とサンマ科はダツ上科を構成すると考えられている。
最近の研究では、サヨリ科は単系統群ではなく、トビウオ科やダツ科の系統を含んでいることが実証されており、従来のサヨリ科は側系統群であると判明した。サヨリトビウオ属は分類学的に問題となっている。形態的にはトビウオ類に近いが、分子学的にはトウザヨリ属とホシザヨリ属と近縁であるという。これら3属でトビウオ科との姉妹群を形成している。サヨリ科の他の属の系統関係は明確ではない。
サヨリ科の亜科として分類されることもあるコモチサヨリ科は、トビウオ類よりもダツやサンマ類の姉妹群であると思われる。これは咽頭顎器官、精子の微細構造、分子学的証拠に基づく。しかし、癒合した咽頭板はサヨリ科の確実な特徴と考えられてきた。さらに、ダツの幼魚は、サヨリ科のように下顎が上顎よりも長くなる発達段階を経るため、サヨリがダツのネオテニーであったという既存の理論は支持できない。実際、サヨリの上顎と下顎の長さが不均等なのは、ダツとの共有派生形質であると考えられる。

## 分布
主に大西洋、インド洋、太平洋の温暖な海域に分布し、表層に生息する。一部の種は河口に生息する。ほとんどの海洋種は大陸の海岸付近に生息するが、一部は西部太平洋と中部太平洋に生息し、Hyporhamphus ihi はニュージーランド固有種である。ホシザヨリ属は世界中の海洋に分布する。

## 形態
開放水域での生活に適応した、細長く流線型の体である。トウザヨリは全長40 cm以上に成長する。鱗は比較的大きく、滑らかで簡単に剥がれる円鱗である。鰭には棘条が無い。上咽頭骨の第3対が板状に癒合していることが特徴である。サヨリ科は胃を持たず、咽頭顎を備える。少なくとも幼魚のときは下顎が伸びているが、Chriodorus のように成長に伴い失われる種もいる。
典型的な表層魚のように、ほとんどの種は体が銀色で、背面は暗く、腹面は明るくなっており、カウンターシェーディングの例である。下顎の先端は、ほとんどの種で明るい赤色またはオレンジ色である。サヨリ科は水面での摂食に適応している。目と鼻孔は頭頂部にあり、上顎は動くが下顎は動かない。流線型の形状と後方に集中した鰭も相まって、サヨリ科は効率的な摂餌を行っている。

## 生態

### 摂餌
雑食であり、藻類、海草などの海洋植物、プランクトン、有殻翼足類や甲殻類などの無脊椎動物、小魚などを食べる。亜熱帯に生息する種の中には、幼魚の方が成魚よりも肉食性が高い種もいる。熱帯に生息する種の中には、昼間は動物を食べ、夜間は植物を食べる種もいれば、夏は肉食、冬は草食をする種もいる。カジキ、サバ、サメなど、生態学的にも商業的にも重要な多くの魚に食べられており、栄養段階間において重要である。

### 行動
サヨリ科は群れを作る魚である。例えばミナミオーストラリアサヨリは、南オーストラリア周辺の保護された湾、沿岸海域、河口の水深20 mまでの海域に生息する。夜間は水面近くに群れを作るが、日中は海底近く、特に海草床の間を泳ぐ。ミナミオーストラリアサヨリのさまざまな亜集団の遺伝子分析により、個体群間で小規模だが一貫した移動があり、遺伝的な均質性が保たれていると判明した。
トウザヨリ属などは、水面から飛び出してかなりの距離を滑空する能力があることで知られており、そのため「flying halfbeaks (空飛ぶサヨリ)」と呼ばれることもある。

### 繁殖
サヨリ科はすべての種が体外受精を行う。通常は卵生で、フロリダ湾の海草藻場などの浅い沿岸水域で、かなり大きな卵を比較的少数産むことが多い。Hemiramphus brasiliensis と H. barao の卵は、通常、直径1.5 - 2.5 mmで、付着糸がある。直径約4.8 - 11 mmに成長すると孵化する。ミナミオーストラリアサヨリの卵は直径約2.9 mmとやや大きく、孵化時には最大8.5 mmの大きさになる。
幼魚の生態については比較的ほとんど知られていないが、少なくともいくつかの種は河口域の生息地を好む。ミナミオーストラリアサヨリは最初は急速に成長し、3年間で最大30cmに達するが、その後は成長が遅くなる。寿命は最長約9年で、全長は最大40cm、体重は約0.35kgになる。

## 人との関わり
サヨリ科は商業漁業の主要な対象ではないが、一部の地域では小規模な漁業が行われている。例えば南オーストラリア州では、南部ではミナミオーストラリアサヨリが、東部では Hyporhamphus australis が漁獲されている。網繰漁や遠洋トロール、巻網など、さまざまな方法で漁獲される。刺身、干物、燻製、塩漬けにして利用される。他の食用魚種に比べると重要性は低い。
いくつかの地域では、大型魚の餌として重要な漁業対象種となっている。フロリダ州における Hemiramphus brasiliensis と H. barao を対象とする漁業に関する研究では、漁業規模の拡大にもかかわらず個体数は安定しており、年間漁獲高は約50万ドルと見積もられている。